# Acido lisergico
L'acido lisergico è il componente base di numerosi alcaloidi quali l'ergonovina. Si trova nel micelio di un fungo ascomicete noto come Claviceps purpurea (o "Segale Cornuta"), la cui forma di conservazione, lo sclerozio, ricorda una "clavetta". Se assunto nell'organismo in dosi elevate, causa una sindrome denominata "ergotismo", frequente, specialmente in passato, a causa del consumo alimentare di farine fatte con granaglie infettate dalla Claviceps.
L'acido lisergico è più noto per il fatto che può essere utilizzato per sintetizzare una potente droga allucinogena: la famosa LSD o LSD25 (dietilamide dell'acido lisergico).
L'ergina (ammide dell'acido lisergico, nota anche come LSA) è un allucinogeno (psichedelico) estratto dai semi di Ipomea violacea, e di altre Convolvulaceae, fra cui l'Argyreia nervosa e la Rivea corymbosa.
Attualmente viene studiato dalla comunità scientifica per alcune sue possibili proprietà terapeutiche (estratto dalla Claviceps purpurea presente sulle spighe di segale o frumento).